# Tabernaemontana macrocarpa
Tabernaemontana macrocarpa là một loài thực vật có hoa trong họ La bố ma. Loài này được Jack miêu tả khoa học đầu tiên năm 1822.